# Der 13.
Der 13. (Originaltitel: 13th) ist ein US-amerikanischer Dokumentarfilm von Ava DuVernay aus dem Jahr 2016 über die US-amerikanische Geschichte von Rassismus und massenhafter Inhaftierung in Gefängnissen. Der Film ist nach dem 13. Zusatzartikel zur Verfassung der Vereinigten Staaten benannt, wonach Sklaverei und Zwangsarbeit mit Ausnahme für Straftäter auf dem gesamten Gebiet der Vereinigten Staaten abgeschafft wurde. Der Film besteht vor allem aus Interviews und historischem Filmmaterial.
Der Film erschien am 7. Oktober 2021 bei Netflix. Seit dem 17. April 2020 steht der Film kostenfrei bei YouTube zur Verfügung.

## Inhalt
Der Film fängt zunächst mit der Thematik über die massenhafte Inhaftierung von US-Amerikanern in den Vereinigten Staaten an. Es wird ein kurzer Audiomitschnitt von Barack Obama gezeigt, in dem er sagt, dass die Vereinigten Staaten 5 Prozent der Weltbevölkerung haben, aber 25 Prozent der weltweiten Gefängnisinsassen.
Der Film zeigt die Geschichte dieser Entwicklung, beginnend mit dem Erlass des 13. Zusatzartikel zur Verfassung der Vereinigten Staaten, wonach Sklaverei eigentlich abgeschafft sein sollte. Da strafrechtlich Verurteilte weiter Zwangsarbeit verrichten durften, wurde das Rechtssystem nach dem Sezessionskrieg derart ausgestaltet, dass es eine stete Masse an Straftätern gibt, um die weggefallene Arbeitskraft der Sklaven auszugleichen. Dabei wurden kleinere Vergehen kriminalisiert, um ehemalige Sklaven zu verhaften und sie im Rahmen des sogenannten ‚convict leasing‘-Systems zur Zwangsarbeit zu zwingen. Dieses Vorgehen war durchsetzt von Rassismus. Hinzu kamen die Jim-Crow-Gesetze, welche Ausdruck des Rassismus waren. Über den Film Die Geburt einer Nation wird die kulturelle Begleitung dieser Zeit aufgezeigt.
Nach dem Civil Rights Act of 1964 waren unmittelbar rassistische Gesetze nicht mehr möglich. Die Zahl der Straftäter ging dann aber nicht zurück, da nun der Krieg gegen Verbrechen und Drogen die US-amerikanische Politik bestimmte. Auch diese Anpassung des Rechtssystems war durchsetzt von Rassismus. Als prominentes Beispiel wird die unterschiedliche Bestrafung von Crack-Kokain und Pulver-Kokain erwähnt. Gesellschaftliche Minderheiten konnten sich oft nur Crack-Kokain leisten und mussten weit höhere Gefängnisstrafen fürchten. Außerdem wird der Fall der Central Park Five aufgezeigt.
Weiter wird aufgezeigt wie das Strafsystem mit dem Gefängnissystem verknüpft ist. So werden Gefängnisse oft privat betrieben und sind mit Produktionsanlagen vernetzt. Dies gibt allen Beteiligten Anreiz dafür, dass es viele Insassen in den Gefängnissen gibt.

## Hintergrund
Die Dokumentation feierte seine Premiere beim New York Film Festival 2016 am 30. September 2016. Dabei wurde die Filmfestspiele von diesem Film eröffnet.
Am 7. Oktober erschien der Film bei Netflix. Aus aufklärerischen Gründen, wurde der Film am 17. April 2020 bei YouTube kostenfrei der Öffentlichkeit zugänglich gemacht. Nach der Tötung von George Floyd am 25. Mai 2020 stieg die Anzahl der Filmaufrufe auf Netflix über drei Wochen um das 46fache.
Im Zusammenhang mit dem Film veröffentlichte Netflix ein Interview mit der Regisseurin Ava DuVernay durch Oprah Winfrey (Der 13.: Ein Gespräch zwischen Oprah Winfrey und Ava DuVernay).

## Rezeption

### Kritiken
Der Film hat auf Rotten Tomatoes eine Zustimmungsrate von 97 Prozent. Zusammenfassend soll der Film ins Herz der US-amerikanischen verwickelten Geschichte über Rassismus treffen. Es sollen Beobachtungen gezeigt werden, die aufwiegelnd wie auch ruhig kontrolliert seien.
Herausgestellt wurde unter anderem die Relevanz der Thematik und des Zeitpunkts des Erscheinens.

### Auszeichnungen
Oscarverleihung 2017
- Nominierung für den besten Dokumentarfilm

British Academy Film Awards 2017
- Bester Dokumentarfilm

Primetime Creative Arts Emmy Awards 2017
- Herausragende Dokumentation oder nichtfiktionales Spezial
- Herausragendes Drehbuch für ein nichtfiktionales Programm
- Herausragendes Bewegungsdesign
- Herausragende originelle Musik und Liedtext
- Nominierung für herausragende Regie bei einem nichtfiktionalen Programm
- Nominierung für herausragenden Schnitt bei einem nichtfiktionalen Programm
- Nominierung für herausragenden Tonschnitt bei einem nichtfiktionalen Programm
- Nominierung für herausragende Tonmischung bei einem nichtfiktionalen Programm
- Nominierung für herausragende Kamera bei einem nichtfiktionalen Programm